# Roger Bellon

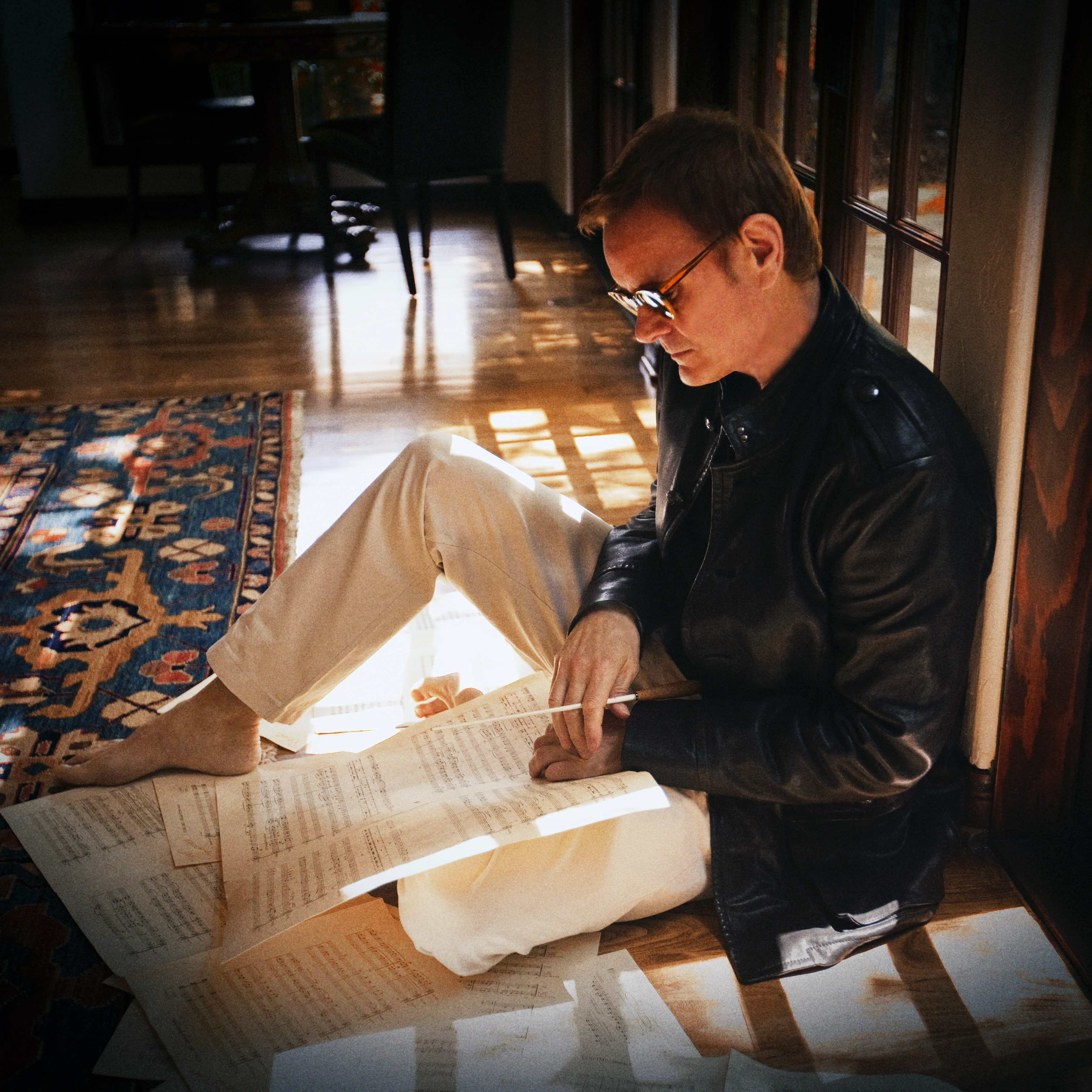
Roger Bellon (2012)

Roger Bellon (* 22. Mai 1953 in Paris) ist ein französischer Komponist und Dirigent, der in Paris aufwuchs. Schon im Alter von acht Jahren erhielt er Unterricht am Klavier. Er studierte Musik in Boston und Paris und veröffentlichte danach Symphonien. Schließlich schrieb er die Filmmusik für Kinofilme und Fernsehserien, wie für alle 119 Episoden der Fernsehserie Highlander. oder für die bekannte Ballade „Bonny Portmore“.

## Filmografie (Auswahl)
- 1988: Reise zurück in der Zeit (Waxwork)
- 1990: Yellowthread Street (Fernsehserie)
- 1992–1998: Highlander (Fernsehserie)
- 1996: Assassination File: Operation Laskey (The Assassination File)
- 2003: Carol und die Weihnachtsgeister (A Carol Christmas)
- 2004: Liebe zum Dessert (Just Desserts)
- 2004: Die Kreatur – Gehasst und gejagt (Frankenstein, Miniserie)
- 2019: The Knight Before Christmas